# Carol Ann Peters
Carol Ann Peters (Buffalo, 16 de junho de 1932 – Bethesda, 16 de maio de 2022) foi uma patinadora artística americana, que competiu na dança no gelo. Ela conquistou com Daniel Ryan duas medalhas de bronze em campeonatos mundiais, e uma medalha de ouro no Campeonato Norte-Americano de 1953, e foram campeões do campeonato nacional americano em 1953.

## Principais resultados

### Com Daniel Ryan
| Resultados                                            | Resultados        | Resultados        | Resultados        | Resultados    | Resultados    | Resultados    | Resultados    | Resultados    | Resultados    | Resultados    | Resultados    | Resultados    | Resultados    | Resultados    | Resultados    | Resultados    |
| Internacional                                         | Internacional     | Internacional     | Internacional     | Internacional | Internacional | Internacional | Internacional | Internacional | Internacional | Internacional | Internacional | Internacional | Internacional | Internacional | Internacional | Internacional |
| Evento/Temporada                                      | 1950– 1951        | 1951– 1952        | 1952– 1953        |               |               |               |               |               |               |               |               |               |               |               |               |               |
| ----------------------------------------------------- | ----------------- | ----------------- | ----------------- | ------------- | ------------- | ------------- | ------------- | ------------- | ------------- | ------------- | ------------- | ------------- | ------------- | ------------- | ------------- | ------------- |
| Campeonato Mundial                                    |                   | Medalha de bronze | Medalha de bronze |               |               |               |               |               |               |               |               |               |               |               |               |               |
| Campeonato Norte-Americano                            |                   |                   | Medalha de ouro   |               |               |               |               |               |               |               |               |               |               |               |               |               |
| Nacional                                              |                   |                   |                   |               |               |               |               |               |               |               |               |               |               |               |               |               |
| Campeonato dos Estados Unidos                         | Medalha de bronze | Medalha de prata  | Medalha de ouro   |               |               |               |               |               |               |               |               |               |               |               |               |               |
|                                                       |                   |                   |                   |               |               |               |               |               |               |               |               |               |               |               |               |               |
| Legenda: Competição não foi disputada nesta temporada |                   |                   |                   |               |               |               |               |               |               |               |               |               |               |               |               |               |

## Morte
Carol morreu no dia 16 de maio de 2022, aos 89 anos de idade.